# Casa Palacio del Barón de la Guía Real
La casa-palacio del Barón de la Guía Real, en Pastriz (provincia de Zaragoza, España) es una casa-palacio que aúna elementos de diferentes épocas y estilos, formando un interesante conjunto que tuvo su origen en el siglo XV gracias al patrocinio de la familia Lanuza-Pimentel, cuyo escudo decora el torreón central, único vestigio de la construcción gótica. Situado en la fachada principal, está construido en sillería.
En la actualidad predominan elementos de estilo neoclásico, enriquecidos con jardines de trazado geométrico al estilo francés, zonas de arbolado y campos de labor. 
La zona residencial tiene planta en "L", distinguiéndose así dos cuerpos: el de mayor longitud, que es el más antiguo y alberga el torreón de sillar en el centro, y el menor, añadido con posterioridad y de planta cuadrada. 
La superficie mural del primer cuerpo está totalmente recubierta por vegetación, mientras que el segundo cuerpo presenta un tratamiento distinto en cada una de sus caras exentas. Por otro lado, interiormente ha sufrido diversas reformas para adaptarse a los gustos de sus sucesivos propietarios. 